# Fucellia ariciiformis
Fucellia ariciiformis är en tvåvingeart som först beskrevs av Holmgren 1872.  Fucellia ariciiformis ingår i släktet Fucellia och familjen blomsterflugor. Inga underarter finns listade i Catalogue of Life.